# 扬·胡特

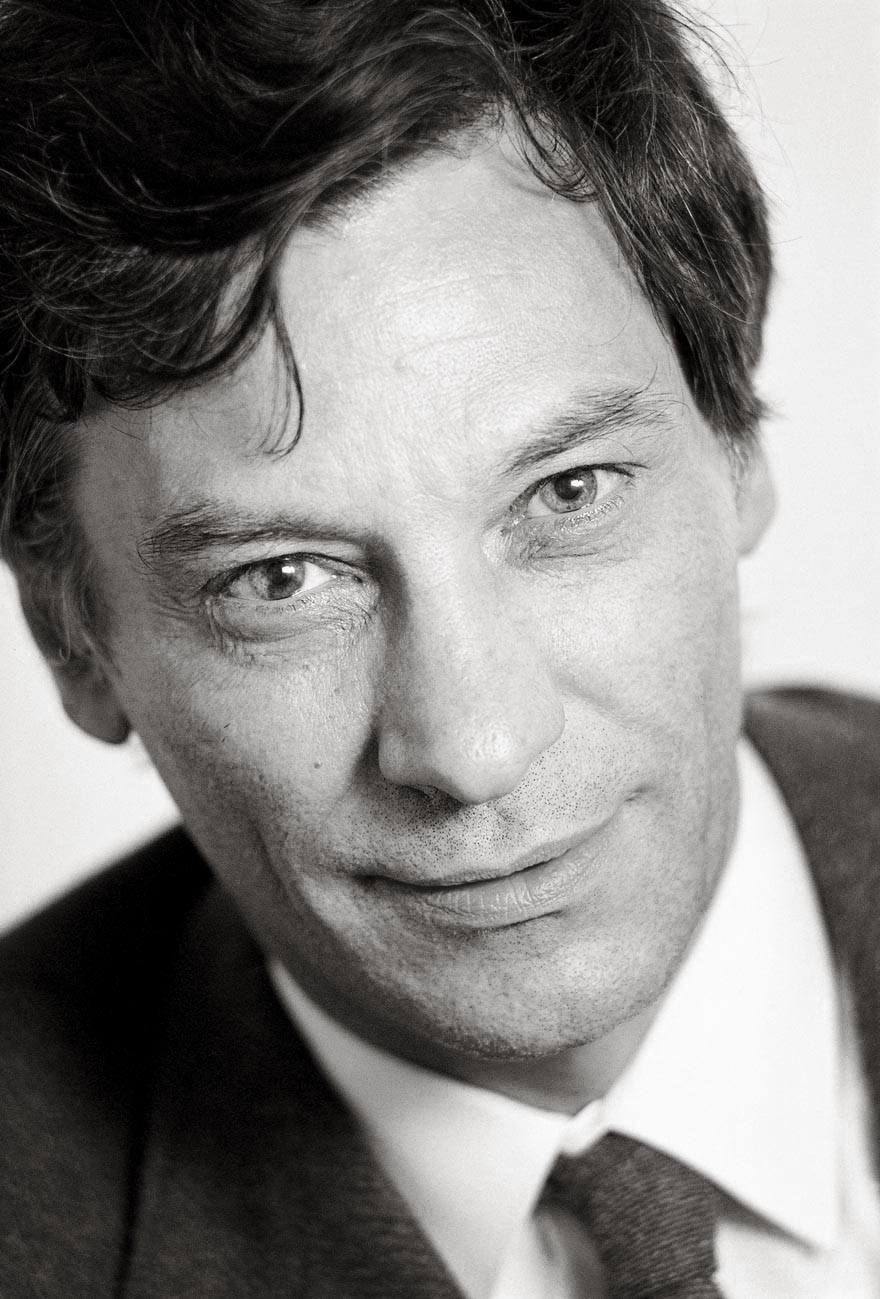
1989年的胡特

揚·胡特爵士（荷蘭語：Jan ridder Hoet，荷蘭語發音：[jɑn ˈɦut]；1936年6月23日—2014年2月27日），是一名比利时艺术家和博物馆家。他是当代艺术城市博物馆创始人。
他出生于比利時鲁汶。2012年6月17日，他在德国汉堡的一架飞机上因心脏病突发，患有心肌梗塞。2014年，再次发生心脏病，后抢救不及去世，享年77岁。

## 其他
- 扬·胡特在互联网电影资料库（IMDb）上的資料（英文）